# Helgafellssveit
Helgafellssveit is een gemeente in het westen van IJsland in de regio Vesturland aan de noordkant van het schiereiland Snæfellsnes. Het heeft 58 inwoners en een oppervlakte van 243 km². De grootste plaats in de gemeente is Helgafell.
Akraneskaupstaður · Hvalfjarðarsveit · Skorradalshreppur · Borgarbyggð · Grundarfjarðarbær · Helgafellssveit · Stykkishólmsbær · Eyja- og Miklaholtshreppur · Snæfellsbær · Dalabyggð